# فرودگاه صحرایی هاپاوسی
فرودگاه صحرایی هاپاوِسی (به انگلیسی: Haapavesi Airfield) (به زبان بومی: Haapaveden lentokenttä) یک فرودگاه است . این فرودگاه در کشور فنلاند قرار دارد و در ارتفاع ۹۶ متری از سطح دریا واقع شده‌است.